# Dante Beukes
Dante Matthew Beukes (* 17. Januar 2003 in Windhoek) ist ein namibischer Schachspieler, der als einziger in der Geschichte seines Landes den Titel Internationaler Meister trägt.

## Leben
Dante Beukes zog mit seinen Eltern nach Keetmanshoop und Okahandja, kehrte aber nach Windhoek zurück und besuchte das St. George’s Diocesan College. Seit 2021 studiert er Literatur an der University of Texas Rio Grande Valley in Brownsville, Texas.

## Erfolge
Die namibische Einzelmeisterschaft gewann er in den Jahren 2017, 2019 und 2021. Bei der Meisterschaft 2019 in Windhoek hatte er ein perfektes Ergebnis von 9 Siegen aus 9 Partien. Im Juli 2022 wurde er Zweiter bei der South African Open Championship in Kapstadt und qualifizierte sich damit für den Schach-Weltpokal 2023 in Baku, bei dem er in der ersten Runde mit 0,5 zu 1,5 gegen den fast 500 Elo-Punkte stärkeren Ivan Šarić verlor.
Für die Nationalmannschaft von Namibia spielte Dante Beukes bei drei Schacholympiaden: 2016 in Baku am Reservebrett (als jüngster Spieler für Namibia bei einer Schacholympiade), 2018 in Batumi am zweiten Brett und 2022 in Mamallapuram am Spitzenbrett. Bei Schacholympiaden hat er mit 14,5 aus 26 (+13, =5, −9) eine positive Bilanz.
Für seinen Gewinn der afrikanischen U18-Meisterschaft, die im Dezember 2019 in Windhoek stattfand, erhielt er 2020 den Titel Internationaler Meister. Seine Elo-Zahl beträgt 2246 (Stand Oktober 2024); seine bisher höchste lag bei 2299 im Oktober 2022, die höchste, die von einem Schachspieler Namibias je erreicht wurde.